# 無限邂逅メガロマリア
無限邂逅メガロマリア（むげんかいこうメガロマリア）は、コトブキヤが企画・制作するプラモデルのシリーズ。

## 特徴
2023年に発表された、日本国内製造を目的としたコトブキヤ初の国産プラモデルである。多重可動ギミックを用いたマリオネットスタイルと呼ばれる新素体と、創彩少女庭園やモデリングサポートグッズで培った頭部カスタマイズギミックを持つ。
創彩少女庭園と同じ世界の劇中劇(創彩側では特撮ドラマの位置付け)という設定となっており、創彩少女庭園やフレームアームズ、ヘキサギア、メガミデバイス、フレームアームズ・ガールズ、アルカナディア、フォルムアームズとの互換性を重視している。

## ストーリー
10年前に「黄昏（トワイライト）」と呼ばれる地球上どこでも日の入りの方角に見える巨大な神の剣が大地を貫いた。それは誰一人殺めることなく何一つ破壊することなくただ人々を見守り続けていた。
しかしその日以来、人々の中に現れるアナザーと呼ばれるもう一人の自分。その醜さゆえに恐怖し、病的に依存し自らを破滅させる新たなる依存症（フィトフィリア）と名付けられた病の患者たちは個を手放しアナザーに身をゆだね世界の終焉を望む怪人「ブラッドレス」へと変貌する。
かつて異なる時空の異なる世界の住人であったトリガーと呼ばれるアナザーを操る彼女たちは各々個に即した力を開花させ各々が守るべきもののために人知れず戦い続けていた。
その戦いの後にトワイライトに代わる夜明け（メガロマリア）への道があると信じて。
偽りの世界を再構築（リビルド）せよ。

## キャラクター

### トリガー
篝火真里亜（かがりびまりあ）
プリンシバル/ルビーアイを開花したトリガーの少女。高校3年生。新体操部所属。7年前に亡くなった祖母との約束で困っている人々を助けている「普通」の人間であることにこだわる。
月詠水面（つくよみみなも）
ノーヴィスを開花したトリガーの少女。真里亜の後輩。真里亜がアルバイトで家庭教師をしている教え子。年齢的には高校1年生であるが生まれつき体が弱く豪邸で多数の使用人と暮らしている。両親は「黄昏教団」に傾倒している。
赤菱サナ（あかびしさな）
真里亜と同じ学校の高校3年生。正義感が強く秩序を重んじており風紀委員として学校全体の違反生徒を厳しく取り締まっているためAIみたいと噂されている。

### アナザー
プリンシパル
真里亜の開花した「自愛」の女性型アナザー。スピードと技量に短剣「イシュタム」を軽やかに操る。芝居がかった丁寧語で話し真里亜には姉のようにふるまう。必殺技（ハイライト）は、超高速三連撃《グラン・パ・ド・ドゥ》
ルビーアイ
真里亜がかつて開花させた「自虐」の女性型アナザー。白衣の天使のような姿をしている制御困難の残酷な性質を持っている。巨大なメスを連結させた武器「スカルベル」にトリガーの血液を纏わせて相手を殲滅する。彼女にとっては「治療」の一環となっている。真里亜をお姉ちゃんと呼ぶ。
ノーヴィス
水面が開花した「服従」の女性型アナザー。使用人（メイド）の姿をしている。スローイングナイフによる牽制、暗殺などの他者との連携攻撃を得意とする。気品ある性格であるが被虐趣味があり強権的な命令を好む。
シーカー
ブラッドレスが介入したことによる強制的に怪人となった人間の姿。人間以上の身体能力を持つ。
メフィスト
悪魔のような姿をする男性型アナザー。徒手格闘を得意とする。性格は多弁で軽薄。
ペネトレイター
半官半民の技術開発組織「M.S.G.」のトリガー達の開花したアナザー。集団戦法を得意とする。
ギリードゥ
牧師の姿をした男性型アナザー。重二輪「ナイツ・シューペリア」を駆り戦場に参上し鞘となる背中の十字架に納められている光の剣の慈悲を相手に与える。性格は軍人のような冷徹さを持っている。
グリーングラス
騎士の姿をした女性型アナザー。
風魔（ふうま）
忍者の姿をした女性型アナザー。隠密であるが体術にも優れている。
是空（ぜくう）
烏天狗型アナザーで単機における飛行能力を有しており、剣術や槍術を得意とする。神通力を用いた遠距離攻撃も得意とする。
グリンドール
ゴブリン型アナザー。
ネクロフェイス
死神型アナザー。
ヴァリアント
警察官のような姿をした女性型アナザー。
ジルコニア
男性の姿をしたシーカー。
ヴァンガード・リーダー
指揮官や教官のような姿をした女性型アナザー。

## メカニック
- ナイツ・シューペリア
- ナイトシーザー